# ユニバーサル・スペクタクル・ナイトパレード 〜 ベスト・オブ・ハリウッド 〜
- ユニバーサル・スタジオ・ジャパン > ユニバーサル・スタジオ・ジャパンのアトラクション > ユニバーサル・スペクタクル・ナイトパレード 〜 ベスト・オブ・ハリウッド 〜

ユニバーサル・スペクタクル・ナイトパレード ～ベスト・オブ・ハリウッド～（Universal Spectacle Night Parade: The Best of Hollywood）は、ユニバーサル・スタジオ・ジャパンで開催された夜のパレードである。

## 概要
『ユニバーサル・スペクタクル・ナイトパレード ～ベスト・オブ・ハリウッド～』は、世界中に熱狂的なファンを持つハリウッド映画『ハリーポッター』『ジュラシック・ワールド』『ミニオン』、そしてパーク初登場となる『トランスフォーマー』の4つの全く異なる映画の世界が集結したパレードである。絶えず変化し続けるプロジェクション・マッピングの空間の中で、それぞれの映画の世界がリアルに再現されている。
オープン前日には、報道関係者に初公開され、アメリカから初来日したファッションモデルのテイラー・マリー・ヒルと女優の栗山千明が、タイトルフロートに登場した。
2020年2月29日より新型コロナウイルスによる国内感染拡大を防止するためにパークの営業が休止され、その後、営業再開日は未定のままで休止中となっている（再開の公式発表は2023年現在も行われていない）。
- フロート全長：約520m
- プロジェクション・マッピング投影面：全長約600mに及ぶ壁面
- 最重量フロート：約25トン
- 最大フロート：高さ8m超
- 総フロート数：15台
- エンターテイナー：約100名
- 制作に関わった人数：1000人以上
- 制作に関わった国：日本、アメリカ、カナダ、イギリス、ポーランド、フランス、スペイン、オーストリア

## 作品
蒸気を吹き上げながらやって来る『ハリー・ポッター』のホグワーツ特急と共にスタートするパレードは、トランスフォーマーたちの戦闘シーンが楽しめる『トランスフォーマー』、恐竜たちが生息する熱帯雨林に放り込まれる『ジュラシック・ワールド』と続き、最後はDJミニオンと共に光に包まれたパーティーで締めくくられる。

### ハリーポッター
『ハリー・ポッター』の世界は、蒸気を吹き上げながらやって来るホグワーツ特急からスタートする。ホグワーツ魔法魔術学校の生徒たちと共に熱戦を繰り広げるクィディッチを観戦し、大広間で魔法訓練に遭遇すれば、辺りは一変、ディメンターが飛び交う深い夜となる。

### トランスフォーマー
摩天楼がそびえる大都会へと街並みが変わると、『トランスフォーマー』の世界が広がる。ショックウェーブが自在に制御し、操る巨大なワーム型機械生命体であるマシーンのドリラーが高層ビル群を食い尽し、バンブルビーとメガトロンのバトルを目の当たりにする。

### ジュラシック・ワールド
うっそうとした熱帯雨林に包まれたゲストは、恐竜たちが生息する『ジュラシック・ワールド』の世界へ放り込まれる。鳴り響く警報音、点滅するランプ、檻から逃げ出したラプトルたちが登場。その後、巨大肉食恐竜T-レックスがゲストを襲う。

### ミニオンズ
ミニオンたちの最高のハチャメチャが、ミニオン・パークを飛び出す。ミニオンたちの歴史や、アグネスたち三姉妹が大好きな遊園地「スーパー・シリー・ファンランド」の世界などが現れる。ゲストはDJミニオンと共に、ハチャメチャなパーティーに参加する。

## パレード構成
※メンテナンス等により、一部フロートが登場しないこともある。
- タイトルフロート

- ハリーポッター
  - ホグワーツ特急
  - クィディッチ観戦
  - 大広間での死喰い人との闘い

- トランスフォーマー
  - バンブルビー
  - メガトロン
  - オプティマスプライム

- ジュラシック・ワールド
  - 草食恐竜の檻
  - 肉食恐竜の檻
  - T-レックス

- ミニオンズ
  - ミニオンたちの歴史
  - スーパー・シリー・ファンランド
  - DJミニオンとのハチャメチャパーティー

## 製作
従来のパレードのように単に目の前の景色が変わるだけではなく、周囲の空間全体が絶えず変化し、映画の世界に包み込まれる。こうした新たな体験を実現するのは、パレードルート上にある全長約600mの壁面に投影されるプロジェクションマッピングや、目の前に迫る最大8m超の大型フロート、映画の技術を取り入れた照明演出、壮大な映画音楽、エンターテイナーのパフォーマンスなど、多彩な要素だ。この演出のためにユニバーサル・クリエイティブが独自開発した新技術「ショー・オーケストレーション」を駆使することで、これらの構成要素をシンクロさせる非常に難易度の高い演出が可能となったという。

## 栄誉
本パレードは、2018年末にテーマエンターテイメント協会（The Themed Entertainment Association: TEA）が主催する第25回ティア・アワードのライブショースペクタキュラー部門を受賞した。この受賞により、名実ともに「世界最高」の評価を得たことを祝し、これまで以上の体験要素を加えた新形態のパレードが、3月20日より期間限定で開催された。

## ミニオン・ナイトパーティ at ザ・パレード
第25回ティア・アワードのライブショースペクタキュラー部門受賞を祝し、2019年3月20日から5月31日まで、パレードに新演出「ミニオン・ナイトパーティ at ザ・パレード」が追加された。パレード開始前から、ニューヨーク・エリアのグラマシーパークに設けられた特設ステージにMCが登場し、グルーヴィーな音楽とライティングでパレードをさらに盛り上げた。